# Monnina
Monnina är ett tropiskt-amerikanskt släkte av jungfrulinsväxter. Monnina ingår i familjen jungfrulinsväxter.
Monnina omfattar omkring 60 arter, örter eller buskar, vilkas rötter innehåller saponinämnen och därför använts vid tillverkning av såp- eller tvättmaterial.

## Bildgalleri

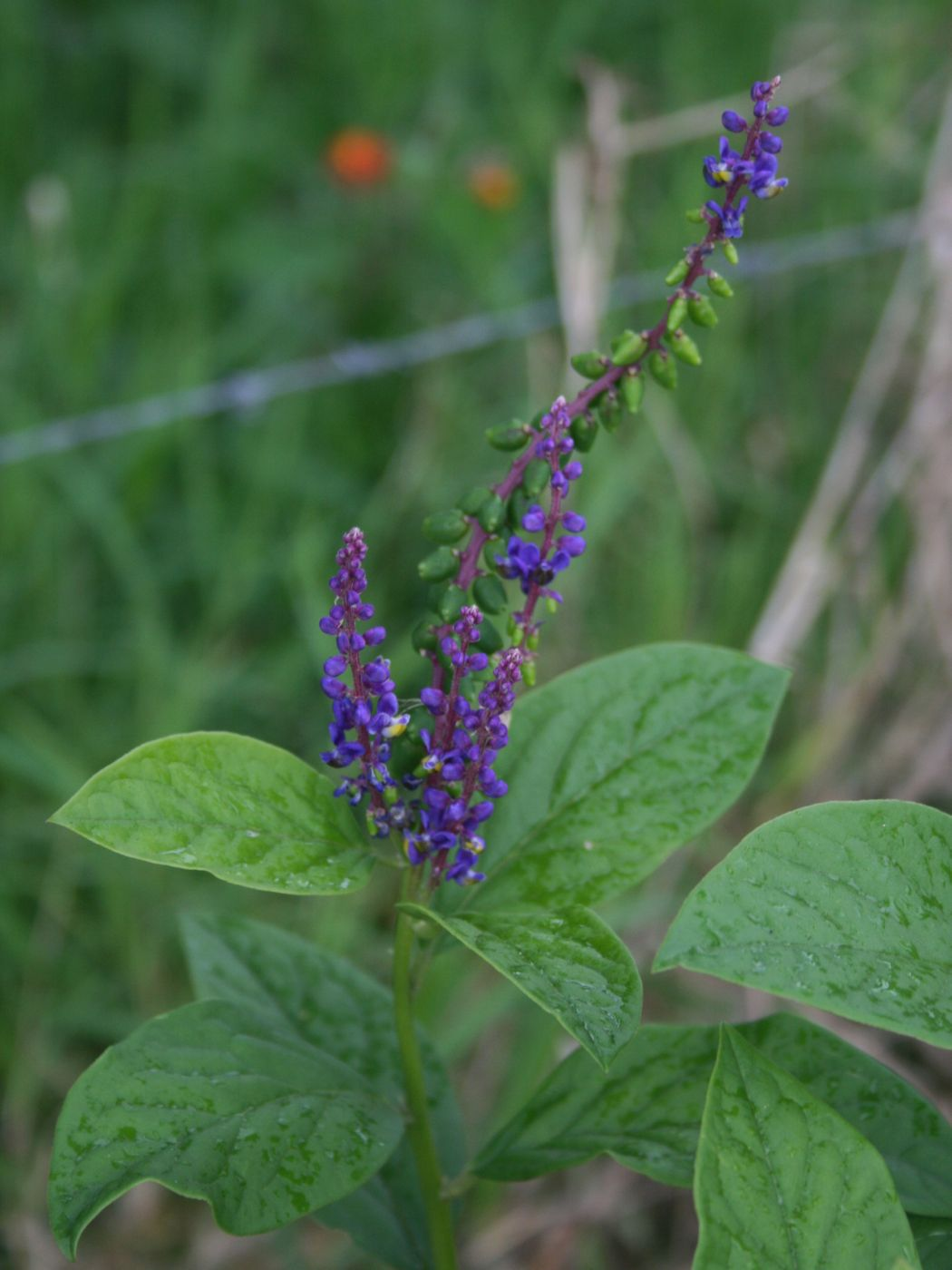
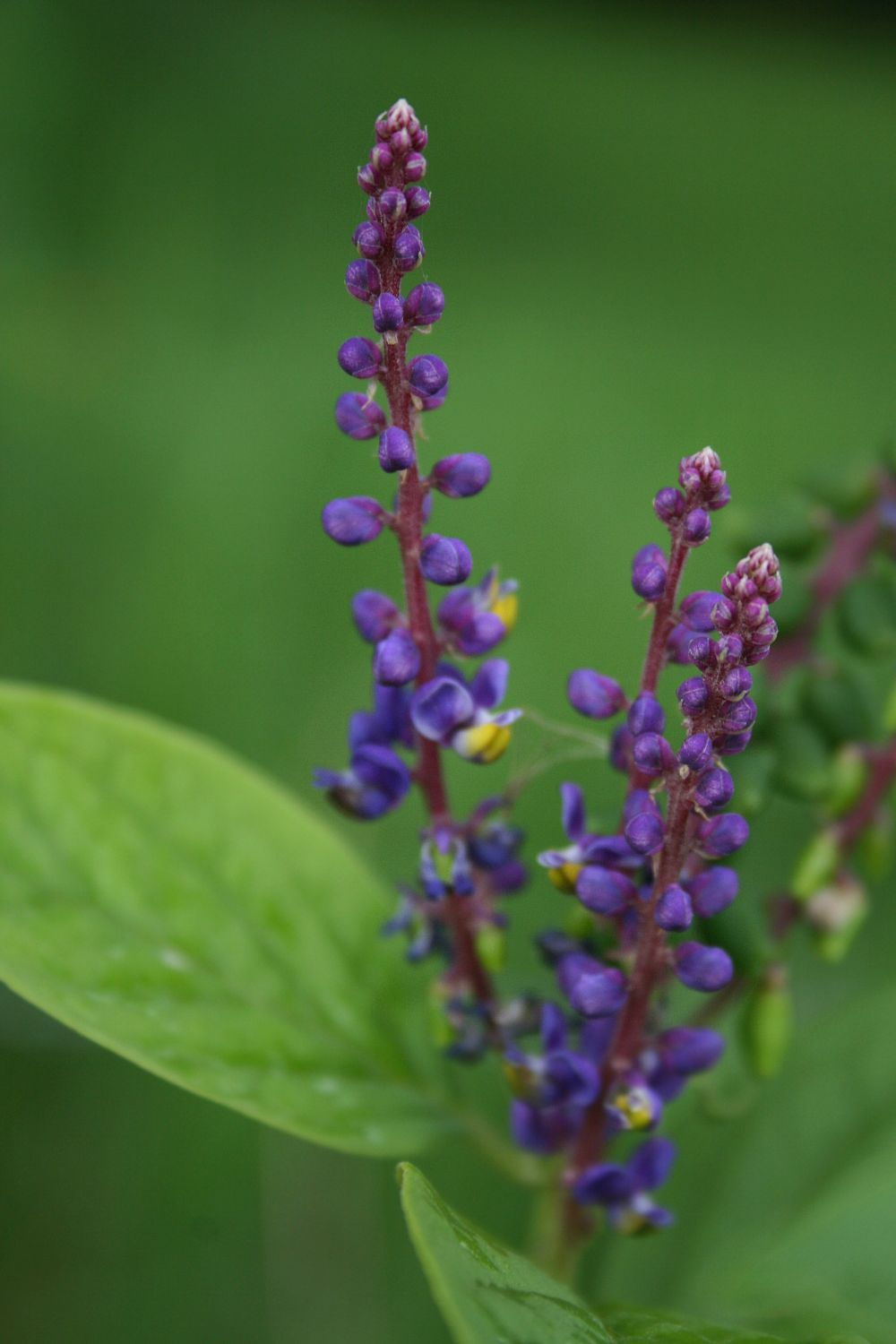
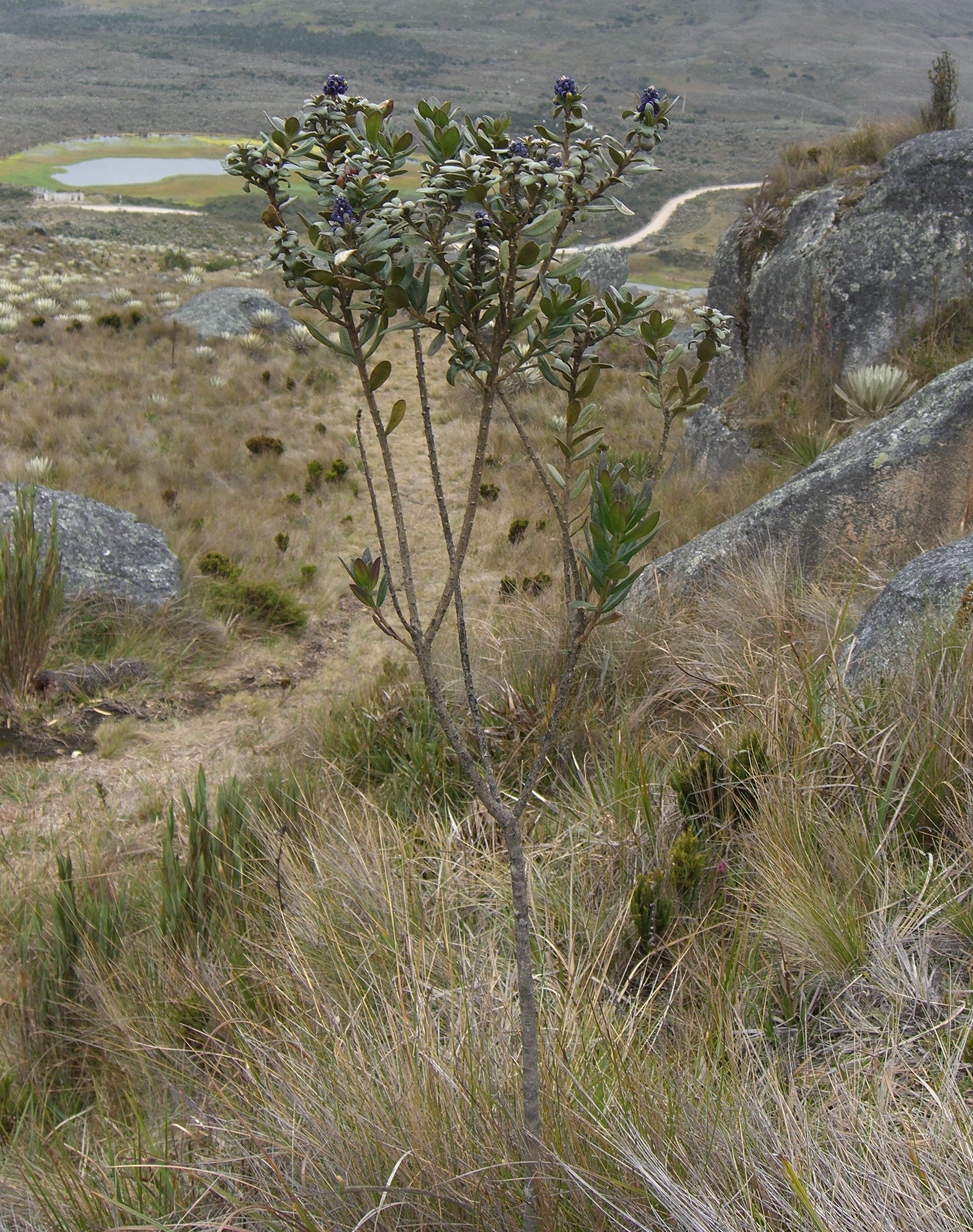
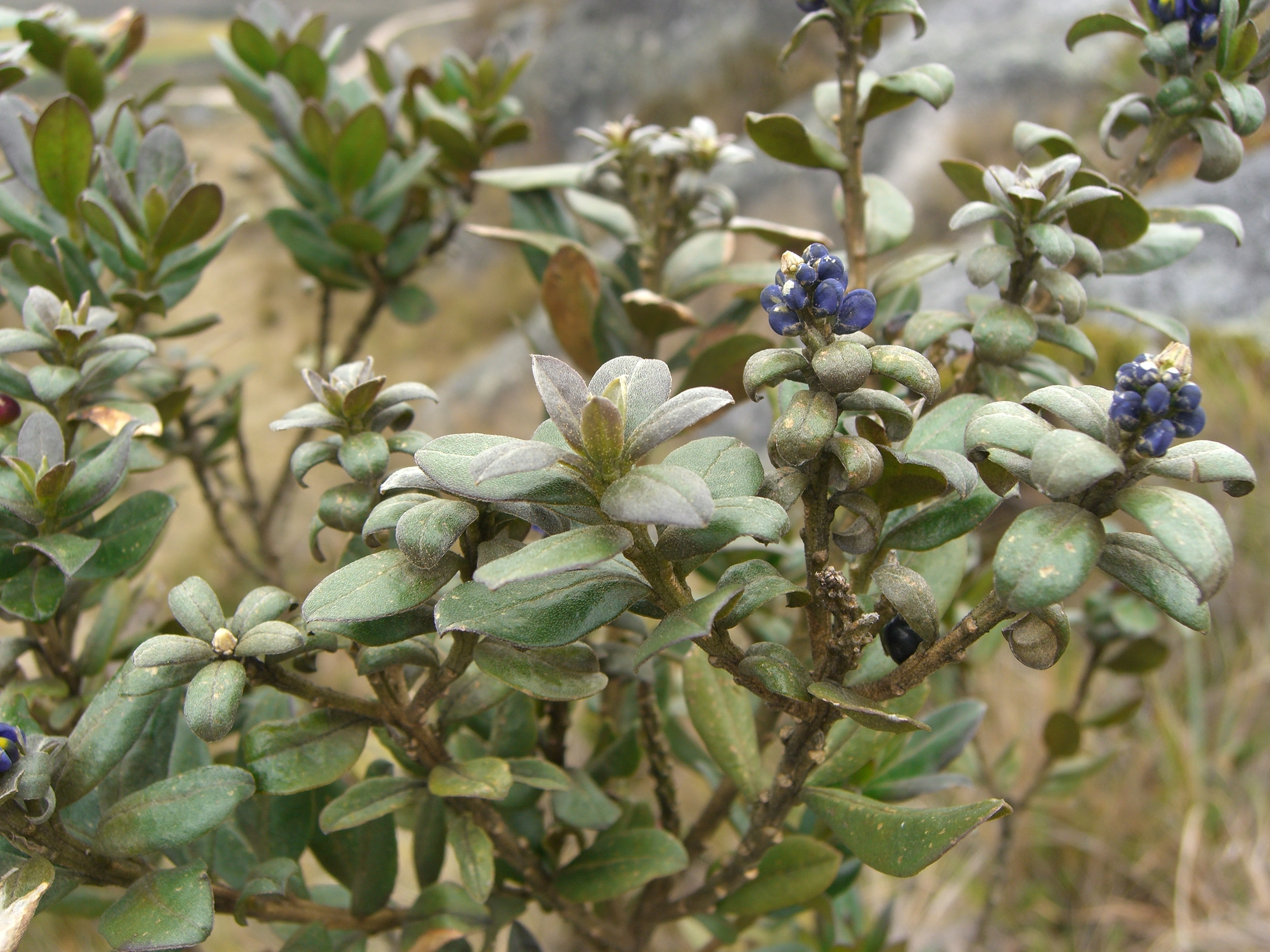
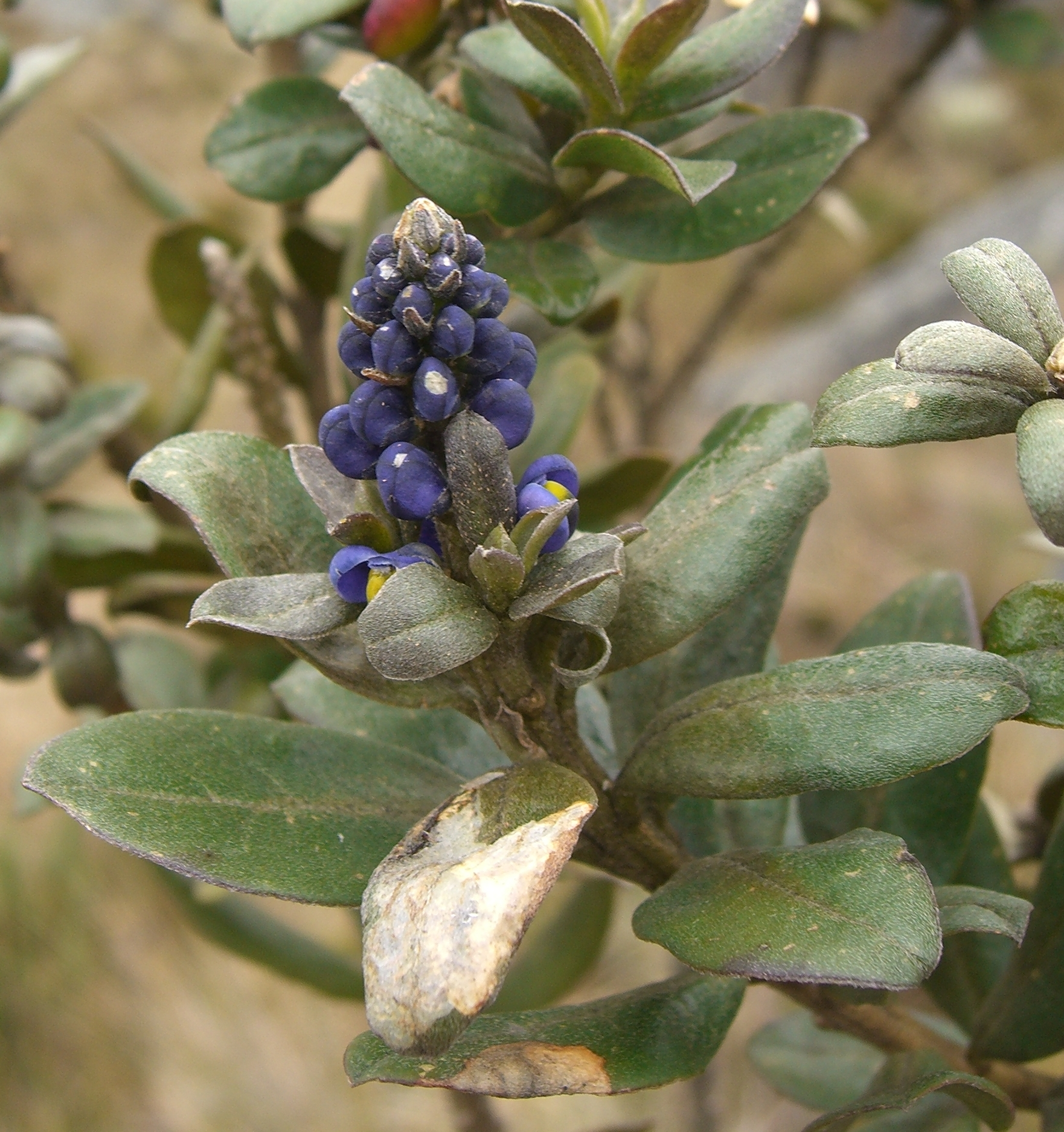
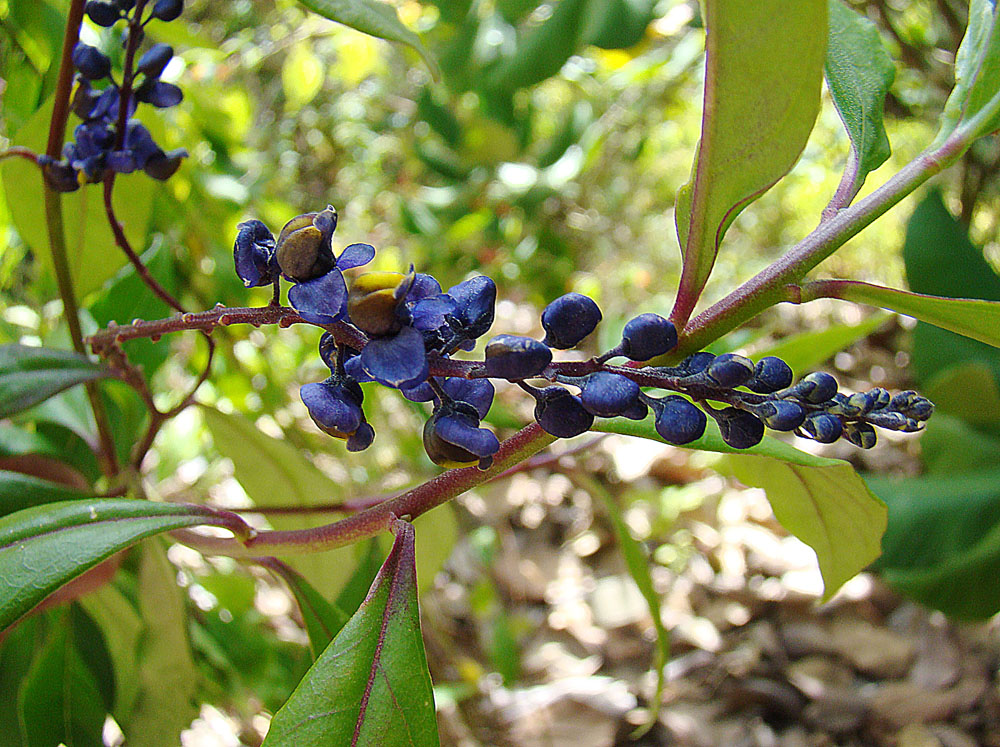

## Dottertaxa tillMonnina, i alfabetisk ordning[1]
- Monnina acuminata
- Monnina acutifolia
- Monnina aestuans
- Monnina alatodrupacea
- Monnina alinae
- Monnina amplibracteata
- Monnina andina
- Monnina andreana
- Monnina arbuscula
- Monnina arbutus
- Monnina autraniana
- Monnina bangii
- Monnina bifurcata
- Monnina blakeana
- Monnina boliviensis
- Monnina bonplandiana
- Monnina bracteata
- Monnina bridgesii
- Monnina buchtienii
- Monnina cacumina
- Monnina caerulea
- Monnina callimorpha
- Monnina canescens
- Monnina carmelensis
- Monnina celastroides
- Monnina cestrifolia
- Monnina chimborazeana
- Monnina chlamydantha
- Monnina chodatiana
- Monnina ciliolata
- Monnina cladostachya
- Monnina clarkeana
- Monnina colombiana
- Monnina comata
- Monnina conferta
- Monnina confusa
- Monnina connectisepala
- Monnina coriacea
- Monnina costaricensis
- Monnina crassifolia
- Monnina crassinervia
- Monnina crepinii
- Monnina cuatrecasasii
- Monnina cuneata
- Monnina decurrens
- Monnina densa
- Monnina densecomata
- Monnina denticulata
- Monnina deppei
- Monnina dugandiana
- Monnina ebracteata
- Monnina elliptica
- Monnina elongata
- Monnina equatoriensis
- Monnina erecta
- Monnina erioclada
- Monnina euonymoides
- Monnina fastigiata
- Monnina ferreyrae
- Monnina floribunda
- Monnina franchetii
- Monnina glaberrima
- Monnina glabrifolia
- Monnina goiana
- Monnina gracilis
- Monnina grandifolia
- Monnina guatemalensis
- Monnina hassleri
- Monnina haughtii
- Monnina herrerae
- Monnina hirta
- Monnina hirtella
- Monnina humahuaquensis
- Monnina idroboana
- Monnina intermedia
- Monnina involuta
- Monnina itapoanensis
- Monnina latifolia
- Monnina laureola
- Monnina lechleriana
- Monnina lehmanniana
- Monnina ligustrina
- Monnina longibracteata
- Monnina loxensis
- Monnina macroclada
- Monnina macrosepala
- Monnina marginata
- Monnina martiana
- Monnina mathusiana
- Monnina membranifolia
- Monnina menthoides
- Monnina mexicana
- Monnina mollis
- Monnina mucronata
- Monnina multicomata
- Monnina neurophylla
- Monnina nitida
- Monnina oblanceolata
- Monnina oblongifolia
- Monnina obovata
- Monnina obscura
- Monnina ovata
- Monnina pachycoma
- Monnina parasylvatica
- Monnina parviflora
- Monnina parvifolia
- Monnina pavonii
- Monnina pearcei
- Monnina pennellii
- Monnina phillyreoides
- Monnina pichinchensis
- Monnina pilosa
- Monnina pittieri
- Monnina platyphylla
- Monnina polygaloides
- Monnina polystachya
- Monnina pseudopilosa
- Monnina pseudopolystachya
- Monnina pseudosalicifolia
- Monnina pseudostipulata
- Monnina pubescens
- Monnina pulchra
- Monnina pycnophylla
- Monnina ramosissima
- Monnina reticulata
- Monnina ruiziana
- Monnina salicifolia
- Monnina sandemanii
- Monnina sanmarcosana
- Monnina santamartensis
- Monnina saprogena
- Monnina schlechtendaliana
- Monnina schultesii
- Monnina smithii
- Monnina sodiroana
- Monnina solandrifolia
- Monnina soukupiana
- Monnina speciosa
- Monnina splendens
- Monnina steyermarkii
- Monnina stipulata
- Monnina subscandens
- Monnina subserrata
- Monnina subspeciosa
- Monnina sylvatica
- Monnina sylvicola
- Monnina tatei
- Monnina tenuifolia
- Monnina tomentella
- Monnina valcareliana
- Monnina vargasii
- Monnina venezuelensis
- Monnina virescens
- Monnina woytkowskii
- Monnina wurdackii
- Monnina xalapensis